# Luis Gutiérrez Ortiz
General Luis Gutiérrez Ortiz fue un militar mexicano que participó en la Revolución mexicana.
Nació en Ramos Arizpe, Coahuila, el 24 de agosto de 1869. Al igual que su hermano menor Eulalio Gutiérrez Ortiz, obtuvo el grado de general de división.
Junto con su hermano Eulalio secundó el Plan de San Luis, levantándose en armas por instrucciones de la Junta Revolucionaria de Saltillo. El 20 de diciembre de 1910 combatió en el Cañón de los Indios del estado de Zacatecas; en 1911, combatió en Vanegas, San Luis Potosí, Agua Dulce, Zacatecas. La Sauceda, El Pelillal, Baján, Santa María, Arteaga y Castaños Coahuila. Al triunfo de la revolución maderista, el entonces gobernador de Coahuila don Venustiano Carranza lo designó jefe de la guarnición de la plaza de Concepción del Oro, Zacatecas con el grado de capitán primero. En los años 1912 y 1913 se separó del ejército para ocupar el cargo de presidente municipal de este su solar natal. Después del cuartelazo de Victoriano Huerta, ocurrido en febrero de 1913, organizó a las fuerzas revolucionarias fungiendo como jefe de la columna expedicionaria de auxiliares de las fuerzas revolucionarias de los estados de Coahuila, San Luis Potosí, Aguascalientes y Querétaro, combatiendo bajo las órdenes de Carranza en el ataque a Saltillo el 23 de marzo.
En marzo de 1914, combatió en San Luis Potosí, Zacatecas y Coahuila. En este año ascendió, por instrucciones de Carranza, de mayor a general brigadier. Estuvo bajo las órdenes del general Álvaro Obregón en 1915 y entre ese año y el siguiente fue jefe de operaciones militares en el norte de Durango y Zacatecas, así como comandante militar de Chihuahua cuando Carranza lo envió al mando de 2,500 hombres para perseguir a las fuerzas de Villa que habían atacado Columbus. De 1917 a mayo de 1920 nuevamente se separó del servicio militar para lanzar su candidatura a la gubernatura del estado de Coahuila y cuando se proclamó el Plan de Agua Prieta se adhirió a este fungiendo como jefe de operaciones en los estados de Coahuila y Nuevo León. Se mantuvo fiel al gobierno del presidente interino Adolfo de la Huerta.
En el mismo año 1920 ocupó el cargo de gobernador sustituto del estado de Coahuila; en 1923 y 1924 fue jefe de la 28.ª jefatura de operaciones militares y con este cargó tomó el mando de las infanterías del frente occidental; después fue nombrado jefe de las caballerías del frente oriental, cargo que ocupó hasta 1928.
El señor general don Luis Gutiérrez Ortiz, murió en la ciudad de Saltillo el 14 de marzo de 1936. Nueve años después de su fallecimiento fue reconocido como veterano de la revolución confiriéndosele las condecoraciones al mérito revolucionario correspondientes al primero y segundo períodos.